# HE 1523-0901
HE 1523-0901 – jedna z najstarszych znanych gwiazd w naszej Galaktyce, znajduje się w gwiazdozbiorze Wagi. Jej wiek oceniany jest na 13,2 ± 2 miliardów lat. Jest to ok. 500 milionów lat mniej, niż liczy Wszechświat, a także nasza Galaktyka, w 2004 na podstawie badań gromady kulistej NGC 6397 ustalono jej wiek na 13,6 ±0,8 miliardów lat.
Wiek olbrzyma HE 1523-0901 zmierzono przy użyciu należącego do Europejskiego Obserwatorium Południowego teleskopu VLT o średnicy lustra 8,2 m (czas obserwacji wyniósł 7,5 godziny). Jest to pierwszy w historii przypadek wyznaczenia wieku gwiazdy na podstawie badań zawartości radioaktywnych izotopów uranu i toru. Wyniki badań opublikowano 10 maja 2007 roku w czasopiśmie „The Astrophysical Journal”.
Do stycznia 2013 i określenia wieku innej gwiazdy, HD 140283, na 14,46 ± 0,8 miliardów lat, była najstarszą znaną gwiazdą.